# Nietta Zocchi
Nietta Zocchi, née à Rivoli le 10 juillet 1909 et morte à Rome le 23 avril 1981, est une actrice italienne.
Elle est apparue dans plus de 70 films, entre 1936 et 1976.

## Filmographie partielle
- 1936 : Sette giorni all'altro mondo de Mario Mattoli
- 1938 : Il suo destino d'Enrico Guazzoni
- 1942 : La Farce tragique (La cena delle beffe) de  Alessandro Blasetti
- 1951 : Accidenti alle tasse!! de Mario Mattoli
- 1952 : L'Ange du péché (L'eterna catena) d'Anton Giulio Majano
- 1952 : Le Chevalier sans loi (Le avventure di Mandrin) de Mario Soldati
- 1952 : Le Roman de ma vie (Il romanzo della mia vita) de Lionello De Felice
- 1952 : L'Héritier de Zorro (Il sogno di Zorro) de Mario Soldati
- 1953 : L'Âge de l'amour (L'età dell'amore) de Lionello De Felice
- 1956 : Sous le signe de la croix (Le schiave di Cartagine) de Guido Brignone
- 1959 : Le Fils du corsaire rouge (Il figlio del corsaro rosso) de Primo Zeglio
- 1963 : La donna degli altri è sempre più bella de Marino Girolami
- 1968 : Fantômes à l'italienne (Questi fantasmi) de Renato Castellani
- 1976 : Il secondo tragico Fantozzi de Luciano Salce.